# Watashi ga Motenai no wa Dou Kangaetemo Omaera ga Warui!
Watashi ga Motenai no wa Dō Kangaetemo Omaera ga Warui! (私がモテないのはどう考えてもお前らが悪い！?), también conocido como WataMote (ワタモテ?), es un manga escrito e ilustrado por Nico Tanigawa. Comenzó su serialización en la revista Gangan Comics Online de Square Enix el 4 de agosto de 2011. Además, a partir del 22 de enero de 2013, comenzó a publicarse un manga yonkoma spin-off en la revista Gangan Joker. Una adaptación a serie de anime producida por Silver Link fue emitida por Tokyo MX entre el 8 de julio al 23 de septiembre de 2013.

## Argumento
La historia se centra en Tomoko Kuroki, una chica de preuniversitario socialmente disfuncional desde que tiró la maleta al bachillerato. La trama comienza cuando ella se da cuenta de que asistió a la preparatoria por tres meses sin hablarle a nadie. No obstante, ella es optimista acerca de sus posibilidades de revertir dicha situación y vivir una vida escolar plena.

## Personajes

### Personajes Principales
Tomoko Kuroki (黒木 智子 Kuroki Tomoko?)
Seiyū: Izumi Kitta
La protagonista de la serie, con un problema de fobia social, pero que se encuentra en una búsqueda constante de ser popular. Aunque ella tiene un panorama sombrío respecto a la vida, debido a sus constantes decepciones, resulta ser optimista e ir un paso a la vez en su empeño de relacionarse con otros y mantener una conversación normal. Tiene ojeras debido a que suele jugar videojuegos Otome y ver anime hasta altas horas de la noche.
Yū Naruse (成瀬 優 Naruse Yū?)
Seiyū: Kana Hanazawa
La mejor amiga de Tomoko en la escuela media, a menudo Tomoko se refiere a ella como Yu-chan (ゆうちゃん). Durante la escuela media era una chica otaku y reservada, pero al entrar en la escuela secundaria cambió su aspecto a un estilo más a la moda, aunque todavía goza de aficiones como el anime y considera a Tomoko como su mejor amiga. Ella tiene un novio (quien nunca apareció en el manga o en el anime), que a menudo desalienta a Tomoko.
Tomoki Kuroki (智樹黒木 Tomoki Kuroki?)
Seiyū: Yuichi Nakamura
Es el hermano menor de Tomoko. Es un jugador de fútbol popular y talentoso, Tomoko ocasionalmente viene a él para pedirle consejos. Más tarde entra en la misma escuela secundaria que asistió Tomoko.
Yuri Tamura (田村 ゆり Tamura Yuri?)
Es una compañera y amiga de segundo y tercer año de Tomoko, se conocieron en el viaje a Kioto, en ocasiones es la amiga más cercana. Se la ve a menudo con Yoshida y Mako. Suele ser silenciosa y sombría, también es introvertida por lo que suele dificultarle aceptar a otras personas en su círculo social. También se muestra muy fuerte.
Hina Nemoto/Nemo (根元 陽菜 Nemoto Hina?)
Seiyū: Yūko Kurose
Es una compañera de clase y posteriormente amiga de Tomoko desde su primer año de secundaria. Al inicio considerada parte del grupo de los populares, a menudo se la ve en el fondo hablando con Okada y Kiyota, pero su nombre se revela al comienzo del segundo año de secundaria de Tomoko. Hina conoció a Tomoko durante su examen de ingreso; sin embargo, Tomoko rápidamente se olvidó de ella. Su sueño es convertirse en actriz de doblaje, cosa de la que Tomoko se termina enterando de forma accidental y acaba confesando sobre su verdadera naturaleza otaku, con ella y Tomoko volviéndose buenas amigas. Hina y Yuri tienen una rivalidad amistosa, y cada uno compite para superarse a la otra y acercarse más a Tomoko.
Asuka Katou (加藤 明日香 Katō Asuka?)
Es una compañera de clase de secundaria de Tomoko en su segundo y tercer año. En el tercer año Tomoko entabla una amistad con ella. Su nombre completo se revela en el tercer año de secundaria. Es una chica gal elegante, amable y popular de la preparatoria. Es amistosa con Tomoko, que a su vez la admira como figura maternal. 

### Familia Kuroki
Sra. Kuroki (智子の母親 Tomoko no Hahaoya?)
Seiyū: Risa Hayamizu
La madre de Tomoko es una de las pocas personas con la que le es posible hablar. Muchas veces se ve desconcertada y superada con el comportamiento de su hija. A veces se molesta y castiga a Tomoko quien no suele terminar las tareas domésticas que ella le asigna. A pesar de ello, siente preocupación por Tomoko.
Kiko Satozaki/Kī (里崎 希心 /きーちゃん Satozaki Kiko / Kī-chan?)
Seiyū: Rie Kugimiya
Es la prima de Tomoko. Estudia el primer año de la secundaria. Al principio ella ve a Tomoko como su hermana mayor y una especie de ejemplo a seguir, pero después de ver que su idolatrada prima mentía sobre como era su vida, cambia su forma de ver a Tomoko, dándole ternura y un tanto de lástima.
Sr. Kuroki (智子の父親 Tomoko no Chichioya?)
Seiyū: Ryō Iwasaki
Padre de Tomoko y Tomoki.

### Harajuku High School
Megumi Imae (今江 恵美 Imae Megumi?)
Seiyū: Ai Nonaka
Es la presidenta del consejo estudiantil, como tal se le dio la responsabilidad de organizar el Festival de la Luciérnaga. Tomoko considera que ella tiene todo lo que le hace falta a ella misma para ser popular. Es amable con Tomoko, y la anima en momentos cuando ella se siente realmente sola.
Kotomi Komiyama (小宮山 琴美 Komiyama Kotomi?)
Seiyū: Mizuhashi Kaori
Fue la compañera de clase de Tomoko y Yū en la escuela secundaria, aparece por primera vez en el manga spin-off Tomomote (トモモテ?) y luego termina asistiendo a la misma preparatoria de Tomoko, aunque Tomoko se había olvidado más o menos por completo de ella. Ella y Tomoko se desprecian, por lo general se ven obligadas a fingir llevarse bien cuando Yū esta cerca. Esta excesivamente enamorada de Tomoki durante varios años, y culpa a Tomoko por aparentemente arruinar sus posibilidades de estar con él, también tiene una fuerte obsesión por el equipo de béisbol Chiba Lotte Marines. Termina compartiendo clase con Tomoko en tercer año.
Masaki Yoshida (吉田 茉咲 Yoshida Masaki?)
Es una compañera y amiga de segundo y tercer año de Tomoko, se conocieron en el viaje a Kioto, tiene una apariencia intimidante, Tomoko a menudo se refiere a ella como la "delincuente". Suele golpear a Tomoko cuando va demasiado lejos al burlarse de ella, pero con el tiempo las dos gradualmente desarrollan un entendimiento. En capítulos posteriores se revela que le gustan las cosas lindas y kawaii y que en realidad quiere amigos que compartan sus intereses, también es muy fanática de los clásicos de Disney. A ella no le gustan las cosas que dan miedo. Al igual que Akane y Hina, se muestra bastante inocente cuando se trata de temas maduros. También parece estar interesada en el hermano de Tomoko.
Mako Tanaka (田中 真子 Tanaka Mako?)
Compañera y amiga de segundo y tercer año de Tomoko, también es la mejor amiga de Yuri. Generalmente es de buen corazón, Su apodo es "Makocchi", aunque debido a un malentendido Tomoko cree que es lesbiana, llamándola interiormente "Lesbi o Lesbiana loca".
Emiri Uchi / Ucchi (内 笑美莉 Uchi Emiri ?)
Compañera de segundo año y tercer año de Tomoko, apodada Ucchi (うっちー, Utchī ) por sus amigos. Debido a que no pudo formar un grupo de cinco con sus amigos para el viaje escolar a Kyōto, ella, junto con Yoshida y Yuri , son colocadas en el grupo de Tomoko. a pesar de su disgusto inicial por Tomoko, termina desarrollando una progresiva obsesión de interés por ella, hasta el punto de enamorarse. A menudo se destaca por tener expresiones parecidas a emojis y por aparecer de la nada. Al mismo tiempo declara que encuentra el comportamiento de Tomoko como "repulsivo/asqueroso (キモい・kimoi )", aunque subjetivamente para ella sea lo equivalente para referirse a algo "Lindo" o "Cool".
Akane Okada/A-Chan (岡田 茜 Okada Akane?)
Seiyū: Ayaka Asai
Es la mejor amiga de Hina Nemoto que tiene un peinado distintivo como el de una piña y compañera de clase de primero a tercer año de Tomoko. Aparece como miembro del grupo de los populares junto con Nemoto, Suzuki, Kiyota y Wada. Ella se enoja cuando se entera de que Hina no le contó su sueño de convertirse en actriz de doblaje, estando en desacuerdo sobre sus aspiraciones de convertirse en actriz de doblaje, pero rápidamente las acepta gracias a la ayuda indirecta de Tomoko. Al principio encuentra a Tomoko como rara, pero en el transcurso del segundo al tercer año, se termina acostumbrando su forma de ser. Por su parte, Tomoko interiormente se refiere a ella como "Frente/Ceja de Escarabajo (凸 • デコ • deko)" o también como "Piña-san".
Koharu Minami (南 小陽 Minami Koharu?)
Compañera de segundo y tercer año de Tomoko, una chica con apariencia de colmillos, es amiga de Mako y a la vez responsable de decida unirse a su grupo en el viaje escolar a Kioto en lugar de unirse al de Yuri. A pesar de parecer popular, actúa de manera muy cruel con los demás. a menudo hablando mal de Tomoko y sus compañeras. Tomoko suele referirse a ella como "Perra Colmilluda", suele denigrar a sus compañeros de clase aparentandolos como más débiles e impopulares para hacerse parecer popular y "genial". Esto termina siendo contraproducente, ya que pierde popularidad y termina siendo una solitara (a contrario de Tomoko).
Termina teniendo su propio arco (Referido por algunos como MinaMote), donde se maravilla de que la "solitaria" y "perdedora" Tomoko parezca tener amigos, odia parecer una "solitaria" y una "perdedora". Le gusta la comida y a menudo se la ve comiendo.
Akari Iguchi (井口 朱里 Iguchi Akari?)
Seiyū: Kanami Satō
Una chica de la escuela de Tomoko y amiga cercana de Sayaka, está enamorada de Tomoki Kuroki desde que estaba en la escuela secundaria, pero que Sayaka daña constantemente su reputación. accidentalmente confunde a Kotomi como la hermana de Tomoki, generando un descontento por parte de Tomoko. Es la Kouhai de Komiyama y trata de superarla como su potencial "rival amoroso". Sin embargo, Akari no es insensible y no saboteará a su rival sólo para salirse con la suya. 
Aparece en el anime cuando visita la casa de Tomoko junto a Sayaka cuando Tomoki estaba enfermo.
Sayaka Yoda (与田 紗弥加 Yoda Sayaka?)
Seiyū:Kanami Satō
Es la mejor amiga de Akari Iguchi y su más celosa defensora de su enamoramiento por Tomoki Kuroki, cuyos intentos de emparejar a Akari con Tomoki resultan hacer más daño que bien. Le gusta Nakamura, su compañero de clase y miembro del club de fútbol. Tomoki tiene una irritación casi violenta por ella, a tal punto de ser la persona que más detesta en el mundo.
Aparece en el anime cuando visita la casa de Tomoko junto a Akari cuando Tomoki estaba enfermo.
Hikari Itou (伊藤光 Itō Hikari?)
Es la mejor amiga de Kotomi y compañera de tercer año de Tomoko, que a menudo se siente desconcertada por los momentos más espeluznantes de Kotomi. Ella es muy buena observando a otras personas.
Anna Haruna (杏奈 Haruna Anna?) y Reina (麗奈 Rena?)
Son las amigas de Masaki en su camarilla de "delincuente".
Fuuka Sasaki  (佐々木 風夏 Sasaki Fūka?)
Una de las amigas de Asuka en otra clase. Es una chica atractiva y talentosa que destacada que casi todo, le encanta destacar frente la competitividad. Tiene una extraña curiosidad con las interacciones entre Asuka y Tomoko, rayando en la obsesión. Tomoko la apoda "Gorilla" debido a sus preguntas bastante intrusivas y fuera de contexto. Fuuka a menudo intenta competir y superar a Tomoko mostrando su conocimiento superficial sobre temas maduros, lo que resulta contraproducente debido a su inexperiencia. Como resultado, ella es objeto de muchos rumores que circulan por la escuela. Miho la etiqueta de "idiota".
Miho Narita (成田 美保 Narita Miho?)
Amiga de Asuka y Fuuka. Es una chica Extrovertida, alegre y juguetona a la que le gusta bromear junto a Fuuka y Tomoko.
Shiki Futaki  (二木 四季 Futaki Shiki?)
Apodada como "Emoji Mk.II" por Tomoko (debido a su inexpresividad al igual que con Ucchi), es compañera de clase y amiga de Tomoko durante su tercer año. Es una chica que se especializa en casi todos los tipos de juegos existentes (a excepción de los juegos de rol) que aspira a ser una futura gamer y streamer profesional.
Shizuku Hirasawa (平沢 雫 Hirasawa Shizuku?)
Una estudiante de primer año y Kouhai de Tomoko, a quien admira por ayudarla a aprobar sus exámenes de ingreso. Tiene problemas para hacer amigas porque sus compañeras de clase envidian su popularidad entre los chicos. También se vuelve amiga cercana de Kii-chan a quien le suele compartir las anécdotas de Tomoko en la preparatoria, su desarrollo y madurez.
Sachi Mima (美馬 サチ Mima Sachi?)
Una de los amigas del grupo de Koharu, a quien le gusta hablar mal a espaldas de la gente y es en gran parte responsable del comportamiento del Koharu y de la ruptura de su grupo. Al igual que Koharu termina siendo una solitaria, pero indirectamente gracias a Futaki, terminan reconciliandose solo con Koharu. No le agrada Futaki, incluso de le menciona a Koharu, que cuando se junte con ella, no la traiga, también es amiga de Mako a quien también se refiere como "Makocchi". Llega a desarrollar un interés romántico en Tomoki pero sin saber que es hermano de Tomoko.
Ogino (荻野?)
Seiyū: Sanae Nakata
Es la maestra de aula de la escuela secundaria de Tomoko durante su segundo y tercer año, y maestra de gimnasia durante su primer año. La maestra de aula de Tomoko que se esfuerza por hacerla más sociable a pesar de que sus tácticas a veces solo sirven para empeorar las ansiedades sociales de Tomoko.

## Contenido de la obra

### Manga
La serie, escrita por Nico Tanigawa, comenzó a ser publicada en el servicio Gangan Comics Online de Square Enix el 4 de agosto de 2011. El primer volumen tankōbon se lanzó el 21 de enero de 2012, totalizando hasta la fecha 26 volúmenes y un libro oficial para fanáticos publicado el 21 de septiembre de 2013. Además, se realizó una antología, publicada el 22 de junio de 2013. El segundo volumen, publicado el 22 de mayo de 2012, llegó al décimo puesto en las listas de Oricon en su primera semana.[cita requerida]
A partir de julio de 2013, la serie vendió más de 1,5 millones de copias. El manga ganó popularidad en el extranjero por medio de fansubs en diversos idiomas. Yen Press licenció el manga para América del Norte y el Reino Unido y dará a conocer el primer volumen de la serie de 29 de octubre de 2013. 
El autor también lanzó una serie manga Spin-off derivada en formato yonkoma titulada Watashi no Tomodachi ga Motenai no wa Dō Kangaetemo Omaera ga Warui. (私 の 友達 が モテ ない の は どう 考え て も お前 ら が 悪い.  Lit.: No Importa cómo Yo lo veo, es Culpa de Ustedes, Que mi amigo sea Impopular?), también conocida como Tomomote (トモモテ?) para abreviar, publicada en la revista Gangan Jocker de Square Enix, a partir del 22 de enero de 2013.
Actualmente el manga cuenta con 25 volúmenes, el último se lanzó el 11 de julio de 2024.

### Anime
Silver Link realizó una adaptación al anime del manga, emitida por televisión en Japón del 8 de julio al 23 de septiembre de 2013, así como también fue transmitida vía streaming por Crunchyroll. La serie fue dirigida por Shin Ōnuma, el guion fue escrito por Takao Yoshioka y el diseño de personajes fue realizado por Hideki Furukawa. Con el séptimo volumen del manga se lanzó un DVD conteniendo una OVA, el 22 de octubre de 2014.
El tema de apertura es «Watashi ga Motenai no wa dō Kangaetemo Omaera ga Warui!» (私がモテないのはどう考えてもお前らが悪い!? lit. No importa como lo vea, ¡es culpa suya que yo no sea popular!?) interpretado por Konomi Suzuki y Kiba de Akiba, que alcanzó el puesto número 43 en la lista Japan Hot 100.
El tema de cierre principal, que aparece en todos menos cuatro episodios, es «Dō Kangaetemo Watashi wa Warukunai» (どう 考え て も 私 は 悪く ない? lit. No Importa cómo yo lo mire, No es mi Culpa?) interpretado por Izumi Kitta, que llegó al puesto número 79 en Japón. 
Los temas de cierre en episodios dos y cinco son " Muso Renka " (梦想 恋歌? , Canción de Sueño de Amor) y " Yoru no Tobari yo sayonara " (夜 の とばり よ さようなら? , Adiós, Velo de la Oscuridad ) respectivamente, ambos realizados por Velvet, Kodhy y μ. El tema de cierre para el episodio seis es " Natsu Matsuri " (夏 祭り? , Festival de Verano )  es realizado por Utsu-P & Minatsukitoka , con la voz de la Vocaloid Miku Hatsune (Un cover de la exitosa canción original de 1990 por Jitterin ' Jinn ) . El tema de cierre de once episodios de " Sokora no Chaku-Gurumi no Fūsen to Watashi" (そこら の 着 ぐるみ の 風船 と 私? , Yo y el globo que recibí de la persona disfrazada) por Velvet , Kodhy y μ. 
Sentai Filmworks licenció la serie en Estados Unidos. 

#### Episodios
| # | Título | Adaptado de:          | Estreno                  |
| --- | --- | --------------------- | ------------------------ |
| 1 | «Como no soy popular, voy a cambiar mi imagen» «Motenai shi, Chotto Imechen suru wa» (モテないし、ちょっとイメチェンするわ)         | Capítulos 1, 2 y 4    | 8 de julio de 2013       |
| Tomoko Kuroki es un "mojyo", una chica que no tiene ninguna experiencia con chicos. Ella comienza la secundaria, pero después de dos meses, no tiene ningún amigo o conocido a ningún chico. Se entrega un cambio de imagen en el pelo, gafas, y la expresión facial. Más tarde, ella trata de relacionarse con su hermano menor. Ella se encuentra con su amigo Yuu-chan, un compañero de clase de secundaria que desde entonces se ha convertido en muy buen aspecto. Mientras que sus compañeros de clase van para el karaoke, Tomoko visita a una librería en su lugar, pero luego se encuentra con los compañeros de clase en un lugar de comida rápida después. Mientras llueve, se queda atascado en un área de descanso con algunos chicos. Después de oír que las niñas que han tenido relaciones sexuales generan más hormonas que se ven mejor, juega juegos Otome más en casa. Tomoko se siente un poco enferma en la escuela. Ella y Yuu tienda de ropa interior. Ella y un niño tiene que llamar entre sí para una asignación de maquillaje del arte. | |                       |                          |
| 2 | «Como no soy popular, voy a ver a mi vieja amiga» «Motenai shi, Mukashi no Tomodachi ni Au» (モテないし、昔の友達に会う)            | Capítulos 3, 7 y 9    | 15 de julio de 2013      |
| Tomoko trata de ir todo el día sin mostrar expresión. Ella sufre una racha de mala suerte. Al final del primer término, se trata de encontrar a alguien para ver los fuegos artificiales. Se pasa una semana de vacaciones de verano hacer prácticamente nada. Se trata de buscar madura cuando su primo más joven Kii visitas, y pretende estar en una relación con un chico con el que se reúne en la biblioteca. Kii observa Tomoko en una tienda de caramelos cuando este juega juegos de cartas coleccionables . En un conocer y saludar, ella tiene el agente de la voz de uno de sus juegos Otome grabar una línea embarazoso para ella. Durante la lluvia de meteoros Cygnids , [17] ella lucha para encontrar a un chico para compartir la experiencia. En el capítulo especial, Tomoko va de compras y ha recibido una varita del masaje . | |                       |                          |
| 3 | «Como no soy popular, el clima es malo» «Motenai shi, Akutenkō» (モテないし、悪天候)                                                | Capítulos 5, 13 y 25  | 22 de julio de 2013      |
| En la clase de Tomoko se cambian de asientos, pero Tomoko no hace nuevos amigos y se esconde en un grupo de mesas durante el almuerzo. En preparando para el festival de la cultura de la escuela, ella trata de encajar mediante la adopción de diversos trabajos. Durante el festival, se encuentra con su amiga de Yuu. Ella trata de un purikura cabina de fotos. Ella tiene un mal día lluvioso y busca a su paraguas. Ella se molestó que ella no es lo suficientemente atractivo para ser tientas en un tren , pero entonces sucede. Después de un accidente en el PE, Tomoko regresa a casa donde ella cuida a su hermano que tiene un resfriado con el fin de tratar de atraparlo. Ella trata de iniciar un club escolar. Con el fin de experimentar sueños lascivos, trata de dormir sobre su estómago. | |                       |                          |
| 4 | «Como no soy popular, quiero tener un buen sueño» «Motenai shi, Chotto Ii Yume Miru wa» (モテないし、ちょっといい夢見るわ)          | Capítulos 8, 24 y 26  | 29 de julio de 2013      |
| Tomoko reconsidera trabajar como una chica de cabaret después de visitar la zona roja. Ella trata de un trabajo de hacer pasteles, solo para terminar con un trabajo en una fábrica no tan glamoroso. En el funcionamiento de la escuela, ella tiene que ir al baño. Ella es incómodo cuando Yuu le recuerda a sus planes de carrera delirantes de la escuela media. Ella se sorprende encontrar ensayo cariñosa de su hermano desde la escuela primaria. Es invitada a una fiesta de Navidad, pero se aleja de pasar tiempo a solas. En visita al santuario de Año Nuevo con Kii, le da pena por vencimiento de Kii. Cuando una cucaracha entra en la clase, ella lo mata con la esperanza de ser alabado como un héroe, solo para dejar una impresión menos de lo deseable en sus compañeros de clase. Ella se olvida de enviar por correo la aplicación de la escuela secundaria de Tomoki y trata de obtener su perdón. En su cumpleaños, ella se pone al día con Yuu sobre el café.                                                                            | |                       |                          |
| 5 | «Como no soy popular, trataré de mejorar mis habilidades» «Motenai shi, Sukiru Appu shitemiru» (モテないし、スキルアップしてみる)   | Capítulos 10, 22 y 28 | 5 de agosto de 2013      |
| 6 | «Como no soy popular, iré a ver fuegos artificiales» «Motenai shi, Hanabi ni Iku» (モテないし、花火に行く)                          | Capítulos 6, 11 y 12  | 12 de agosto de 2013     |
| 7 | «Como no soy popular, disfrutaré mis vacaciones de verano» «Motenai shi, Natsuyasumi o Makitsu suru» (モテないし、夏休みを満喫する) | Capítulos 13 y 17     | 19 de agosto de 2013     |
| 8 | «Como no soy popular, seré presumida» «Motenai shi, Miewoharu» (モテないし、見栄をはる)                                             | Capítulos 14, 15 y 16 | 26 de agosto de 2013     |
| 9 | «Como no soy popular, el verano termina» «Motenai shi, Natsu ga Owaru» (モテないし、夏が終わる)                                     | Capítulos 18, 19 y 32 | 2 de septiembre de 2013  |
| 10 | «Como no soy popular, el segundo periodo comienza.» «Motenai shi, Ni-gakki ga Hajimaru» (モテないし、二学期が始まる)                | Capítulos 18, 19 y 32 | 9 de septiembre de 2013  |
| 11 | «Como no soy popular, voy a participar en el festival cultural» «Motenai shi, Bunkasai ni Sankasuru» (モテないし、文化祭に参加する) | Capítulos 20 y 21     | 16 de septiembre de 2013 |
| 12 | «Como no soy popular, pensaré en el futuro» «Motenai shi, Shōrai o Kangaeru» (モテないし、将来を考える)                             | Capítulos 31 y 34     | 23 de septiembre de 2013 |

### OVA
Una ova por especial al séptimo volumen del manga, salió en formato DVD el 22 de octubre de 2014.

### Recepción
Watashi ga Motenai no wa Dou Kangaetemo Omaera ga Warui! ha sido objeto de mucha discusión y debate, especialmente en su tratamiento de la ansiedad social y el personaje principal Tomoko. Muchos han debatido si la serie es una comedia o un estudio de la neurosis con muchas opiniones diferentes sobre si el objeto se supone que es gracioso o no. Aun así, la adaptación al anime ha sido muy elogiado por la mayoría de sitios web, particularmente por su personaje principal Tomoko y la interpretación de ella por parte de Izumi Kitta. Entre los aspectos más elogiados de la serie, la secuencia de introducción ha recibido elogios unánimes por su canción de apertura, efectos visuales, y lo bien que representa la soledad, la frustración y la intensa ansiedad social de Tomoko.
En respuesta a que WataMote ocupara el primer lugar en una encuesta sobre la elección de los lectores de Kotaku como mejor anime de la temporada, el colaborador de Kotaku y crítico de anime Richard Eisenbeis escribió una crítica extremadamente negativa para la serie, describiendo el programa como el "más mezquino anime que alguna vez había visto como crítico y fanático". Criticó la principal fuente de humor del programa, el trastorno de ansiedad social del protagonista, por considerarlo degradante para los enfermos mentales, y reprendió a quienes lo vieron por disfrutar del sufrimiento de otra persona para sentirse mejor consigo mismos.
Por otro lado, la reseña de Anime News Network comparó la serie con otras series conocidas que tratan el tema de los inadaptados sociales, como Welcome to the NHK y Genshiken. Sugirió que Tomoko es retratada como un personaje completamente anti-moe , ya que está enojada y vengativa en lugar de ser típicamente alegre. La reseña elogió la serie por ser perspicaz y directa en su tratamiento del desajuste social.
En 2023, Norbert Daniels Jr. escribió un artículo para Anime News Network y señaló que en los diez años transcurridos desde que comenzó el manga, había pasado de una comedia vergonzosa centrada en la inadaptación social de Tomoko a una historia más optimista con un elenco más grande y variado y algunos matices de yuri (aunque solo subjetivamente por parte del fandom), siendo evidente el propio crecimiento de Tomoko como personaje. También sugirió obras como Hitori Bocchi no Marumaru Seikatsu, Bocchi the Rock! y Komi Can't Communicate, animes que también presentan protagonistas con ansiedad social, que puede que le deban en parte su popularidad al legado de WataMote que les abrió el camino.